# 今柊二
今 柊二（こん とうじ、1967年 - ）は、日本のエッセイスト。定食評論家。

## 来歴
愛媛県今治市出身。愛媛県立今治西高等学校、横浜国立大学教育学部卒業。
会社勤務の傍ら、定食評論家として食べ物に関する文章を書く。
ガンダムのプラモデルなどについても書いている。

## 著書
- 『プラモデル進化論　ゼロ戦からPGガンダムまで』（イースト・プレス、2000年）
- 『ガンダム・モデル進化論』（祥伝社、祥伝社新書、2005年）
- 『定食バンザイ!』（筑摩書房、ちくま文庫、2005年）
- 『がんがん焼肉もりもりホルモン』（筑摩書房、ちくま文庫、2006年）
- 『定食ニッポン』（竹書房、竹書房文庫、2007年）
- 『かながわ定食紀行』（神奈川新聞社、かもめ文庫、2009年）
- 『定食学入門』（筑摩書房、ちくま新書、2010年）
- 『立ちそば大全』（竹書房、竹書房文庫、2010年）
- 『ニッポン定食紀行』（竹書房、竹書房文庫、2011年）
- 『定食と古本』（本の雑誌社、2012年）
- 『丼大好き』（竹書房、竹書房文庫、2012年）
- 『とことん とんかつ道』　(中公新書ラクレ、2014年)
- 『丼大好き』　(竹書房文庫、2014年)